# Staroangleški Orozij
Staroangleški Orozij (angleško Old English Orosius) je naslov, s katerim znanstveniki običajno naslavljajo staroangleško prikrojitev latinske Historiae adversus paganos Pavla Orozija (ustvarjal okoli leta 400). V izdaji Malcolma Goddena iz leta  2016 se delo imenuje Staroangleška zgodovina sveta. Staroangleško različico v zahodnosaškem narečju, ki je nastala okoli leta 900, je ustvaril anonimni pisec. K pisanju ga je morda spodbudil ali navdihnil kralj Alfred Veliki. Prevajalec je dejavno preoblikoval Orozijevo pripoved, izrezal tuje podrobnosti, dodal razlage in dramatične govore ter priskrbel dolg del o geografiji germanskega sveta.
Delo je v sodobni znanosti še posebej pomembno, ker vključuje poročilo o potovanju norveškega popotnika, ki ga imenuje Ohthere. Slednji je prispeval edinstvene podatke o severni Evropi okoli poznega 9. stoletja.

## Izdaje in prevodi
- Orosius, Old English History of the World: An Anglo-Saxon Rewriting of Orosius, ur. in prev. Malcolm Godden, Dumbarton Oaks Medieval Library, 44 (Cambridge, MA: Harvard University Press, 2016), ISBN 978-0674971066.
- The Old English Orosius, ur. Janet Bately, Early English Text Society (London: Oxford University Press, 1980).
- Orosius (ok. 417),  Alfred the Great; Barrington, Daines (ur.), The Anglo-Saxon Version, from the Historian Orosius, London: Printed by W. Bowyer and J. Nichols and sold by S. Baker (objavljeno 1773), pridobljeno 17. avgusta 2008
- Facsimile of the earliest surviving manuscript, London, British Library, Add MS 47967.

## Sklic
1. ↑  Nicole Guenther Discenza. ‘Orosius, Old English'. V  The Encyclopedia of Medieval Literature in Britain. DOI 10.1002/9781118396957.wbemlb123.